# Аккарайпатту-8
Грама Ніладхарі Аккарайпатту-8 (№ AP/22) — Грама Ніладхарі підрозділу ОС Алаядівембу, округ Ампара, Східна провінція, Шрі-Ланка.

## Демографія
| Населення (2007) | Населення (2007) | Населення (2007) | Населення (2007) | Населення (2007) |
| Населення        | Чоловіки         | Жінки            | Діти             | Дорослі          |
| ---------------- | ---------------- | ---------------- | ---------------- | ---------------- |
| 1213             | 581              | 632              | 436              | 777              |